# 中村維夫
中村 維夫（なかむら まさお、1944年11月11日 - ）は、NTTドコモの前代表取締役社長。

## 経歴
- 1969年 - 東京大学法学部卒業
- 1969年 - 日本電信電話公社入社
- 1986年 - 日本電信電話株式会社 東京支社 労働部長
- 1988年 - 同社 労働部担当部長 経営企画本部兼務
- 1989年 - 同社 電話帳事業部 担当部長（総括）
- 1991年 - 同社 京都中支店長
- 1994年 - 同社 宣伝部長
- 1995年 - 同社 労働部長
- 1996年 - 同社 理事 労働部長
- 1996年 - 同社 理事 埼玉支店長
- 1998年 - エヌ・ティ・ティ移動通信網株式会社 取締役経理部長
- 1999年 - 同社 常務取締役財務部長
- 2000年 - 株式会社エヌ・ティ・ティ・ドコモ 常務取締役財務部長
- 2001年 - 同社 常務取締役MM事業本部長
- 2002年 - 同社 代表取締役副社長
- 2004年 - 同社 代表取締役社長
- 2008年 - 同社 取締役相談役（現在に至る）
- 2024年 - 旭日中綬章受章[1][2]